# Fanny Lú
Fanny Lucía Martínez Buenaventura, född den 8 februari 1973 i Cali, Colombia, mest känd som Fanny Lú, är en colombiansk singer-songwriter och skådespelare. Den musik hon framför är så kallad tropipop, som är en blandning av tropiska rytmer, colombiansk vallenato och pop. Hon slog igenom med låten Tú no eres para mí 2009 och har gett ut två studioalbum. 
Fanny Lú är utbildad ingenjör och innan musikkarriären tog fart har hon arbetat inom radion och som skådespelare i telenovela-filmen Perro amor. Hon var också studiovärd på La Voz Colombia den colombianska motsvarigheten till Britain's Got Talent.

## Diskografi

### Studioalbum
- Lágrimas Cálidas (2006)
- Dos (2009)

## Utmärkelser och nomineringar

### Lo Nuestro
Fanny Lú nominerades till två Lo Nuestro-awards. Ceremonin skedde den 21 februari 2008 och sändes via Univisión. Hon nominerades till titeln årets kvinnliga artist och årets artist, i kategorin "Tropical"-musik. 2009 nominerades hon åter till titeln årets kvinnliga artist på samma gala. 

### Latin Billboard
Lú mottog sex Latin Billboard Music Award-nomineringar 2008. Bland annat "Tropical Album of the Year" och "Tropical New Artist Album of the Year" för hennes album "Lagrimas Calidas". 